# Rolande Falcinelli
Rolande Falcinelli (* 18. Februar 1920 in Paris; † 11. Juni 2006 in Pau) war eine französische Komponistin, Pianistin, Musikpädagogin und Organistin.

## Leben
Rolande Falcinelli studierte ab 1932 am Pariser Konservatorium bei Isidore Philipp und Abel Estyle (Klavier), Marcel Samuel-Rousseau (Harmonielehre), Simone Plé-Caussade (Kontrapunkt), Henri Busser (Komposition). Der Eintritt in die Klavierklasse des Conservatoire 1940 wurde ihr in der allgemeinen Desorganisation der Kriegsjahre verwehrt, weshalb sie sich entschloss, privat bei Gaston Litaize Orgel zu studieren, was schließlich in der Orgelklasse von Marcel Dupré am Conservatoire seinen Abschluss fand. 1941 erhielt sie den Prix Rossini der Académie des Beaux-Arts für ihr Oratorium La Messiade. 1942 gewann sie den Zweiten Grand Prix de Rome in Komposition. Sechs Jahre später, im Jahre 1948, führte sie auswendig im Pariser Salle Pleyel sämtliche bis zu diesem Zeitpunkt veröffentlichte Orgelwerke von Marcel Dupré auf, dessen Musik stets im Mittelpunkt ihrer Interessen stand.
Von 1946 bis 1973 war sie Titularorganistin an der Pariser Kirche Sacré-Cœur. Daneben unterrichtete sie von 1948 bis 1955 Orgel am Conservatoire Américain in Fontainebleau, leitete 1951 bis 1955 die Orgelabteilung der École Normale de Musique und 1955 bis 1987 die Orgelklasse am Conservatoire. Zu ihren zahlreichen Schülern zählten unter anderem Odile Pierre, Pierre Gazin, Xavier Darasse, Louis Thiry, Yves Devernay, Francis Chapelet, André Isoir, Daniel Roth, Pierre Pincemaille, Jean-Pierre Leguay, Louis Robilliard, Philippe Lefebvre, Maurice Clerc, Patrice Caire, Marie-Bernadette Dufourcet und Naji Hakim.
Neben zahlreichen Orgelkompositionen schrieb sie Werke für Klavier, Cembalo, Soloinstrumente, Orchester, Chor und Gesang.
Rolande Falcinelli starb am 11. Juni 2006 im Alter von 86 Jahren in Pau, Frankreich. Aus ihrer Ehe mit Felix Otto, einem Mitarbeiter des NDR in Hamburg, hatte sie eine Tochter, Sylviane (* 1956), eine französische Musikwissenschaftlerin.

## Kompositionen

### Orgel solo
- Triptyque op. 11 (komponiert 1941. Paris: Bornemann/Leduc, 1982):
  - Litanies
  - Rondel
  - Fugue
- Épigraphe funèbre op. 21. In memoriam Jean-Claude Touche (komponiert 1944. Sampzon: Éditions Delatour France)
- Nocturne féérique op. 23b (Orgeltranskription 1946, unveröffentlicht)
- Petit Livre de Prières op. 24 (komponiert 1946. Paris: Bornemann/Leduc, 1948):
  - À St. Dominique
  - À Notre Père
  - À Notre Seigneur Jésus-Christ
  - Au St. Esprit
  - À la Très Sainte Trinité
  - Au Coeur Sacré de Jésus
  - À Sainte Thérèse de l'Enfant Jésus
  - Ora pro nobis, Amen
- Poèmes-Études op. 26 (komponiert 1948–60, unveröffentlicht):
  - Dans éternelle de Lasksmi
  - La Guitare enchantée
  - Troïka
  - Scaramuccio
- Cinq Chorals sur l'Antienne du Magnificat du Saint-Sacrement op. 28 (komponiert 1950–51. Paris: Bornemann/Leduc, 1952):
  - O sacrum convivium! in quo Christus sumitur...
  - Recolitur memoria passionis ejus
  - Mens impletur gratia
  - Et futurae gloriae nobis pignus datur
  - Alleluja
- Rosa mystica sur sept thèmes grégoriens à la Vierge op. 29 (komponiert 1951. Paris: Éditions de la Schola Cantorum)
- Poème en forme d'improvisation op. 31 (komponiert 1953. Mainz: Schott, 2007)
- Prélude à l'Introït de la Messe du Sacré-Coeur op. 34 (komponiert 1956. Paris: Éditions de la Schola Cantorum)
- Cor Jesu sacratissimum op. 36 (komponiert 1958. Paris: Éditions musicales transatlantiques, 1966)
- Messe pour la Fête du Christ-Roi op. 38 (komponiert 1959–60. Paris: Éditions de la Schola Cantorum):
  - Choral-Prélude à l'Introït de la Messe de Christ-Roi
  - Offertoire pour la Fête de Christ-Roi
  - Élevation
  - Communion pour la Fête de Christ-Roi
- Morceau d-Moll ohne Opus (komponiert 1960, unveröffentlicht)
- La Cathédrale de l'Âme op. 39 (komponiert 1962 und 1972. Sampzon: Éditions Delatour France):
  - Portail
  - Réflexion
  - Méditation
  - Concentration
  - Affirmation
  - Initiation
  - Contemplation
  - Adoration
  - Communion
  - Sanctum Sanctorum
- Cortège funèbre: Sortie pour la Messe des morts op. 41 (komponiert 1965. Paris: Éditions de la Schola Cantorum)
- Intermezzo G-Dur ohne Opus (komponiert 1965, unveröffentlicht)
- Prophétie d'après Ezechiel: Poème pour orgue op. 42 (komponiert 1959–66. Paris: Éditions musicales transatlantiques, 1975)
- Salve Regina op. 43 (komponiert 1968. Paris: Bornemann/Leduc, 1969)
- 14 Études insérées dans l'Initiation à l'orgue (komponiert 1969–70. Paris: Bornemann/Leduc, 1971):
  - Étude no. 1 - Dialogue
  - Veni Créator
  - Étude no. 2 - Chanson
  - Variations sur on Rondeau d'Adam de la Halle
  - Étude no. 3 - Intermezzo
  - Étude no. 4 - Mélodie
  - Étude no. 5 - Récitatif
  - Étude no. 6 - Choral (pour l'Ascension)
  - Étude no. 7 - Prélude (pour la Pentecôte)
  - Étude no. 8 - Trio
  - Étude no. 9 - Fughetta
  - Étude no. 10 - Mouvement perpétuel
  - Étude no. 11 - Ricercare
  - Étude no. 12 - Toccata
- Esquisses symphoniques en forme des variations op. 45 (komponiert 1971. Sampzon: Éditions Delatour France):
  - Largo sostenuto
  - Adagio espressivo
  - Allegro marcato
  - Grave
  - Allegretto leggiero
  - Larghetto
  - Allegretto giocoso
  - Allegro recitativo
  - Andante molto moderato
  - Allegro ritmico
- Le Sermon sur la montagne op. 46. Poème mystique d'après l'Evangile selon Saint Matthieu (komponiert 1971–72. Mainz: Schott, 2007)
- Variations-Études sur une Berceuse op. 48 (komponiert 1972–73. Paris: Combre, 1982)
- Mathnavi d'après le poème mystique d'Ibrahim Arâqî op. 50 (komponiert 1973. Paris: Bornemann/Leduc, 1974)
- Miniatures persanes op. 52 (komponiert 1974. Sampzon: Éditions Delatour France):
  - Moburati-Bâd
  - Monâdjat
  - Qalandar
  - Zurkhâné
- Épure op. 67 Nr. 1 (komponiert 1983. Paris: Combre, 1983)
- Méandres op. 67 Nr. 2 (komponiert 1983. Paris: Combre, 1983)
- Missa Brevissima op. 69 (komponiert 1956–1985. Paris: Editions de la Schola Cantorum):
  - Prélude à l'Introït
  - Offertoire
  - Elévation
  - Communion
  - Deo Gratias (unveröffentlicht)
- Sonatina per Scherzare op. 73 (komponiert 1988. Éditions Lisset):
  - Tempo di Valser
  - Tempo di Marcia
  - Tempo di Barcarola
  - Tempo di Rondo

### Orgel mit anderen Instrumenten oder Gesang
- Choral et Variation sur le Kyrie de la Messe "Orbis Factor" für Orgel und Orchester op. 12 (komponiert 1942, unveröffentlicht)
- Nocturne féérique für Orgel, 2 Klaviere, 2 Harfen, Celesta und Schlaginstrumente op. 23 (komponiert 1946, unveröffentlicht)
- 4 Motets à la Vierge für Gesang und Orgel op. 37 (komponiert 1959):
  - Ego lilium convallium für Sopran, Bariton, gemischten Chor zu 4 Stimmen und Orgel (Rom: AISC)
  - Regina Cæli Lætare für Sopran, Frauenchor zu 3 Stimmen und Orgel (Rom: AICS)
  - Tota Pulchra es für Sopran oder Tenor und Orgel (Manuskript verschollen)
  - Virgo Mater Filia für mittlere Stimme und Orgel (Manuskript verschollen)
- Mausolée "à la gloire de Marcel Dupré" für Orgel und Orchester op. 47 (komponiert 1971–72, Orchestrierung 1973, unveröffentlicht):
  - Prélude
  - Fugue
  - Choral
- Chant de peine et de lutte für Violine und Orgel op. 53 (komponiert 1974. Sampzon: Éditions Delatour France)
- 3 Chants profanes für Gesang und Orgel op. 55 (komponiert 1974–75, unveröffentlicht):
  - Aurore d'hiver (G. Apollinaire)
  - Ronsard à son âme (P. Ronsard)
  - Lumière, ma Lumière! (R. Tagore)
- Canzon per sonar für Orgel und zwei Bratschen op. 57 (komponiert 1975, unveröffentlicht)
- Le Mystère de la Sainte-Messe für zwei Orgeln op. 59 (komponiert 1976–82, unveröffentlicht):
  - Introïtus, Kyrie eleison, Gloria, Evangelio
  - Credo, Offertorium, Sanctus, Elevatio
  - Pater Noster, Agnus Dei, Communio, Ite missa est
- Tétrade für Alt und Orgel op. 60 (komponiert 1976, unveröffentlicht)
- Azân für Flöte und Orgel op. 61 (komponiert 1977. Mainz: Schott, 2008)
- Quand sonnera le glas für Bariton und Orgel op. 62 (komponiert 1977–78, unveröffentlicht)
- Psaume XIII für Bariton und Orgel op. 63 (komponiert 1978, unveröffentlicht)
- Aphorismes für Klavier und Orgel op. 64 (komponiert 1979–80, unveröffentlicht)
- Psautier für Sopran und Orgel op. 65 (komponiert 1980–81, unveröffentlicht)
- Kénose für Violoncello und Orgel op. 68 (komponiert 1983. Sampzon: Éditions Delatour France, 2006)

### Klavier solo
- D'une âme...: poème varié en dix chants enchaînes op. 15 (komponiert 1942. Éditions Lisset):
  - Indécise
  - ...Triste
  - Insouciante
  - Ardente...
  - Tendre...
  - Inquiète...
  - Moqueuse...
  - Rêveuse...
  - Orageuse...
  - Apaisée...
- Jeu d'un Biquet op. 30 (komponiert 1953, unveröffentlicht)
- Harmonies et lignes: Huit petites pièces op. 32 (komponiert 1955. Paris: Leduc, 1955):
  - Choral et Invention
  - Litanies et Invention
  - Aria et Invention
  - Sarabande et Invention
- Mémorial Mozart: Suite für Klavier oder Cembalo op. 35 (komponiert 1955–56, unveröffentlicht):
  - Préambule
  - Ricercar
  - Gavotte
  - Récitatif
  - Toccata
- Berceuse Es-Dur für Klavier oder Orgel, ohne Opus (komponiert 1956, unveröffentlicht)
- Chanson D-Dur ohne Opus (komponiert 1959, unveröffentlicht)
- Chaconne g-Moll ohne Opus (komponiert 1959, unveröffentlicht)
- Résonances poétiques op. 40 (komponiert 1964–65, unveröffentlicht):
  - Recueillement
  - Campane
  - Rochers
  - Fontaine
  - Brumes
  - Arondes
  - Neige
  - Flammes
- Pochades op. 44 (komponiert 1971, unveröffentlicht):
  - Dédicace
  - Nébulosité
  - Six gouttes d'eau
  - Câline

### Kammermusik
- Prélude et Scherzo für Septett op. 3 (komponiert 1939, unveröffentlicht)
- Suite fantaisiste für Violine und Klavier op. 6 (komponiert 1940, unveröffentlicht):
  - Fantoches
  - Chanson tchèque
  - Epitaphe
  - Petit soldat
  - Berceuse
  - Lucioles
- Streichquartett op. 9 (komponiert 1940, unveröffentlicht):
  - Large et très expressif
  - Scherzo
  - Modéré
  - Variations
- La Messiade op. 10b (Klavierauszug 1941–42, unveröffentlicht)
- Cecca, la Bohémienne ensorcelée op. 22b (Klavierauszug 1943–45, unveröffentlicht)
- Berceuse für Fagott und Klavier oder Violoncello und Klavier op. 33 (komponiert 1956. Paris: Leduc, 1956)
- Gavotte e-Moll für Cembalo, ohne Opus (komponiert 1956, unveröffentlicht)
- Morceau für Oboe und Klavier, ohne Opus (komponiert 1958, unveröffentlicht)
- Arietta (Andante quasi adagio) e-Moll für Cembalo, ohne Opus (komponiert 1958, unveröffentlicht)
- Quatrains d'Omar Khayyam für Sopran, Bariton, und Streichquartett op. 51 (komponiert 1973, unveröffentlicht):
  - Amis! ...Souvenez-vous... (Bariton solo)
  - On ne sait pour quel motif... (Sopran solo)
  - Avant toi et moi (Sopran und Bariton)
  - Puisque le Seigneur n'a pas voulu... (Sopran solo)
- Résonances romantiques für Cembalo op. 54 (komponiert 1973–75, unveröffentlicht):
  - Solitudes
  - Rêves
  - Rencontres mystérieuses
  - Clairs-obscurs
  - Confidences
  - Dialogues
  - Pluie de lumière
- Chant d'ombre et de clarté für Violoncello Solo op. 56 (komponiert 1975. Sampzon: Éditions Delatour France)
- Inventions für Cembalo op. 58 (komponiert 1976. Paris: Les Éditions Ouvrières, 1976):
  - Prélude
  - Litanie
  - Variations
  - Ricercar
  - Rondinetto
  - Danse
- Krishna-Gopala für Flöte Solo op. 66 (komponiert 1981. Paris: Leduc, 1985)
- Récurrence für Bratsche und Klavier op. 70 (komponiert 1986. Paris: Billaudot)
- Sine Nomine für Bratsche und Klavier op. 71 (komponiert 1987. Lyon: Symétrie)
- Trinomio für Oboe und Englisch Horn op. 72 (komponiert 1988. Sampzon: Éditions Delatour France):
  - Preliminare (Englisch Horn)
  - ...Fugato il contrappunto delle voci... (Oboe)
  - ...e piccole variazioni (beginnend mit Oboe, im Verlauf des Stückes zu Englisch Horn wechselnd)
- Morceau (Lent) f-Moll für Cembalo, ohne Opus (undatiert, unveröffentlicht)

### Klavier und Orchester
- Polska: Suite sur des thèmes populaires slaves op. 8 (komponiert 1940, unveröffentlicht):
  - Prélude
  - Berceuse
  - Scherzetto
  - Variations
- D'une âme...: poème varié en dix chants enchaînes op. 15b (orchestriert 1942–50, unveröffentlicht)

### Lieder
- 3 Mélodies (nach Gedichten von Paul Fort) op. 1 (1937–38, unveröffentlicht):
  - La Ronde
  - Berceuse
  - La France
- 2 Chansons für Sopran und Tenor op. 2 (komponiert 1939, unveröffentlicht)
- 8 Chants populaires op. 4 (komponiert 1939, unveröffentlicht):
  - 3 chansons champenoises:
    - Trimausett' (chant de quête)
    - Pastorale châlonnaise
    - Le petit bossu

  - 3 chansons canadiennes:
    - Je n'ai pas de barbe au menton
    - J'ai cueilli la belle rose
    - C'est le vent frivolant

  - 2 chansons de Lorraine:
    - Fauchette la quêteuse
    - En passant par la Lorraine
- 3 Mélodies (nach Gedichten von Théophile Gautier) op. 5 (komponiert 1939, unveröffentlicht):
  - Dernier vœu
  - Noël
  - Carmen
- Soleil couchant (nach einem Gedicht von Théophile Gautier) op. 7 (komponiert 1940, unveröffentlicht)
- Ouargla (nach einem Gedicht von Pierre Bertin) op. 18 (komponiert 1945, unveröffentlicht)
- Prélude et fugue sur le nom de Jean-Sébastien Bach für Bariton und Klavier oder Cembalo op. 27 (komponiert 1950, unveröffentlicht)
- Affinités secrètes (nach einem Gedicht von Théophile Gautier) für Mezzosopran und Klavier op. 49 (komponiert 1973, unveröffentlicht)

### Chorwerke
- Messe de Saint-Dominique für gemischten Chor a cappella op. 25 (komponiert 1947, unveröffentlicht):
  - Kyrie
  - Gloria
  - Sanctus
  - Benedictus
  - Agnus Dei

### Gesang und Orchester
- 3 Chansons champenoises für Sopran und Orchester (aus den 8 Chants populaires op. 4b, orchestriert 1939, unveröffentlicht)
- 3 Mélodies für Sopran und Orchester op. 5b (orchestriert 1939, unveröffentlicht)
- Soleil couchant für Sopran und Orchester op. 7b (orchestriert 1940, unveröffentlicht)
- La Messiade: Oratorium für Solisten, Chöre und Orchester op. 10 (komponiert 1941–42, unveröffentlicht):
  - Chant Premier: La Trahison (Prélude, Scène I, Scène II, Scène III)
  - Chant Deuxième: Le Jugement
  - Chant Troisième: La Mort sur le Golgotha (Prélude et Marche Funèbre, Double Chœur, Choral)
- Cavalier (nach einem Gedicht von Saint-Georges de Bouhélier) für gemischten Chor und Orchester op. 13 (komponiert 1942, unveröffentlicht)
- Pygmalion délivré: scène lyrique op. 14 (komponiert 1942, unveröffentlicht)
- Orphelia (nach einem Gedicht von Arthur Rimbaud) für Frauenstimmen und Orchester op. 16 (komponiert 1943, unveröffentlicht)
- Icare: scène lyrique (nach einem Text von Jules Supervielle) für Sopran, Tenor, Bariton und Orchester op. 17 (komponiert 1943, unveröffentlicht)
- Danse de Nymphes (nach einem Gedicht von Tristan Derème) für Frauenstimmen und Orchester op. 19 (komponiert 1944, unveröffentlicht)
- Louise de la Miséricorde: scène lyrique (cantate) (nach einem Text von Charles Clerc) für Sopran, Mezzosopran, Bariton und Orchester op. 20 (komponiert 1944, unveröffentlicht)
- Psautier für Sopran und Orchester op. 65 (komponiert 1980, unveröffentlicht)

### Bühnenwerke
- Cecca, la Bohémienne ensorcelée. Ballett in einem Akt und 3 Szenen für eine Frauenstimme, Chöre und Orchester op. 22 (komponiert 1943–45, Orchestrierung 1951, unveröffentlicht)

### Sinfonisches Orchester
- Marana Thâ op. 74 (komponiert 1989, unveröffentlicht):
  - Invocation
  - Fulgurances et clairs-obscurs
  - Amen

### Transkription für Orgel Solo
- Johann Sebastian Bach: Das Musikalische Opfer. Orgeltranskription 1956. Brüssel: Schott Frères, 1963.
- Johann Sebastian Bach: Goldberg-Variationen. Unveröffentlicht.

### Didaktische Werke
- Initiation à l'orgue. Paris: Bornemann/Leduc, 1971.
- École de la Technique Moderne de l'Orgue (unveröffentlicht):
  - 1ère partie: Théorie de la Technique
  - 2ème partie: Pratique de la Technique de pédale (Tome A: Gammes - Tome B: Arpèges)

## Ausgewählte Diskographie
- Marcel Dupré: Intégrale de l'oeuvre.
  - Disque 1. Oeuvres d'orgue: Les nymphéas, op. 54. Scherzo, op. 16. Angélus, op. 34. Deux esquisses, op. 41.
  - Disque 2. OEuvres d'orgue: Trois préludes et fugues, op. 7. Trois préludes et fugues, op. 36.
  - Disque 3. OEuvres d'orgue: Trois hymnes, op. 58. Annonciation, op. 56. Six antiennes, op. 48. Variations sur un vieux noël, op. 20.
    - Rolande Falcinelli, Orgel. Auditorium Marcel Dupré, Meudon. Frankreich: Disque Edici, 1968. ED 001 101. 3 LPs.

- Marcel Dupré: Oeuvres pour piano et orgue.
  - Variations sur deux themes, op. 35 - Ballade, op. 30 - Sinfonia, op. 42 - Variations cis-Moll, op. 22, pour piano.
    - Rolande Falcinelli, Klavier. Marie-José Chasseguet, Orgel. Auditorium Marcel Dupré, Meudon. Lyon: REM, 1977. 1 LP.

- Marcel Dupré: Le chemin de la croix, op. 29.
  - Rolande Falcinelli, Orgel. Notre-Dame de Paris, Juni 1981. Sigéan: Disques du Solstice, 2001. SOCD 193/4. 1 CD.

- The Art of Rolande Falcinelli: Interpreter, Composer, Improviser.
  - César Franck (Choral Nr. 1), Marcel Dupré (Esquisses op. 41, Carillon op. 27), Rolande Falcinelli (Sonatina per Scherzare op. 73, Offertoire aus der Messe op. 38), und zwei Improvisationen.
    - Rolande Falcinelli, Orgel. Cathédrale Dijon und Basler Münster (Schweiz). Niederlande: Festivo, 2006. Festivo 6962.062. 1 CD.

- Rolande Falcinelli interprète du XXe siècle.
  - Werke von Marcel Dupré, César Franck und Louis Vierne.
    - Rolande Falcinelli, Orgel. Cathédrale de Belley. Frankreich: Hortus, 2006. Hortus 038. 1 CD.

- Rolande Falcinelli joue Rolande Falcinelli.
  - Esquisses Symphoniques en forme de Variations op. 45, Miniatures persanes op. 52, Prophétie d’après Ezéchiel op. 42.
    - Rolande Falcinelli, Orgel. Cathédrale St. Pierre d’Angoulême, 1984. Festivo, 2007. Festivo 6962.112. 1 CD.

- Charles-Marie Widor: Symphonie No 10. "Romane"   Konzertmitschnitt aus St.-Sulpice, Paris, 13. Mai 1971 (sowie "Marcel Dupré: Improvisation über ein Thema von Rolande Falcinelli") A.A.A.M.D. 713 054 (1 LP)

## Bibliographie
- Association des Amis de l'Orgue. Rolande Falcinelli et la classe d'orgue du Conservatoire. "L'Orgue: Cahiers et Mémoires" No. 26. Paris: Association des Amis de l'Orgue, 1981.
- Detournay, Stéphane. "La Missa Brevissima de Rolande Falcinelli", dossier, Université de Lille III, 1996.
- Detournay, Stéphane. " Le chant des sources : les écrits spirituels de Rolande Falcinelli, Mémoire de DEA, Université de Lille III, 1998.
- Detournay, Stéphane. "Mathnavi de Rolande Falcinelli", dossier d'ethnomusicologie, Université de Lille III, 1997.
- Detournay, Stéphane. " Présentation et commentaire de deux conférences de Rolande Falcinelli", séminaire d'esthétique, Université de Lille III.
- Detournay, Stéphane. " Rolande Falcinelli et la tradition musicale savante d'Iran, Mémoire de Maîtrise, Université de Lille III, 1997.
- Detournay, Stéphane. " Zurkhâné de Rolande Falcinelli, commentaire d'une conférecne augmenté de l'analyse d'une œuvre", Université de Lille III, 1997.
- Detournay, Stéphane. Rolande Falcinelli: Une esthétique de la synthèse. Thèse de doctorat, Université de Lille III. ISBN 2-7295-5120-4.
- Detournay, Stéphane. "Rolande Falcinelli et l’improvisation." L’orgue No. 263 (2003), p. 29–42.
- Falcinelli, Rolande. Marcel Dupré, 1955: Quelques Œuvres. Paris: Alphonse Leduc, 1955.
- Falcinelli, Rolande. Initiation à l'orgue. Paris: Éditions Bornemann, 1971.
- Falcinelli, Rolande. "L’art de l’improvisation." L’orgue No. 218 (1991), p. 25–30.
- Falcinelli Rolande. "Ecole de la Technique moderne de l'orgue", 3 tomes, inédit.
- Falcinelli Rolande . "Etude sur l'orgue romantique" in Cahiers de L'Orgue, n°5, Toulouse, [1960].
- Falcinelli Rolande. "Evolution de l'orgue, faisons le point", in Musique et instruments, Horizons de France, 1976.
- Falcinelli Rolande. " Introduction à l'enseignement de l'orgue", inédit.
- Falcinelli Rolande. " L'enseignement de l'orgue" in Musique et radio, 1964.
- Falcinelli Rolande. " L'orgue", communication pour l'Institut de France, 1964.
- Falcinelli Rolande. "Panorama de la technique de l'orgue, son enseignement, ses difficultés, son devenir", inédit, 1998.
- Falcinelli Rolande. " Réflexion sur l'enseignement de la technique, du style et de l'interprétation à l'orgue" in Musique et instruments, 1966?
- Falcinelli Rolande. " Regard sur l'interprétation à l'orgue", inédit, 1998.